# Mašov (Turnov)
Mašov je část města Turnov v okrese Semily. Nachází se na jihu Turnova.
Katastrální území Mašov u Turnova o rozloze 6,7 km². zahrnuje evidenční části Mašov, Kadeřavec, Pelešany a díl 3 základní sídelní jednotky Kyselov z evidenční části Turnov (ten zahrnuje dvory Kyselovsko, Valdštejnsko a Nová Ves).

## Historie
První písemná zmínka o vesnici pochází z roku 1405.

## Pamětihodnosti
- Sloup se sochou Panny Marie
- Kaple Navštívení Panny Marie
- Krucifix u čp. 165
- Lípa u školy v Mašově, památný strom
- Skalní vyhlídka Hlavatice
- Hrad Valdštejn, socha svatého Antonína Paduánského tamtéž, obojí v evidenční části Pelešany
- Přírodní rezervace Hruboskalsko, pískovcové skalní město